# Water-polo aux Jeux olympiques d'été de 1992
Pour un article plus général, voir Water-polo aux Jeux olympiques.
Navigation
Séoul 1988 Atlanta 1996
Le tournoi masculin de water-polo aux Jeux olympiques d'été de 1992 se tient à Barcelone, en Espagne, du 1er au 20 août 1992.

## Podium
| Épreuves         | Or | Argent | Bronze |
| ---------------- | --- | --- | --- |
| Tournoi masculin | Italie Francesco Attolico Gianni Averaimo Alessandro Bovo Alessandro Campagna Paolo Caldarella Marco D'Altrui Massimiliano Ferretti Mario Fiorillo Ferdinando Gandolfi Amedeo Pomilio Francesco Porzio Giuseppe Porzio Carlo Silipo | Espagne Daniel Ballart Manuel Estiarte Pedro Francisco García Salvador Gómez Marco Antonio González Rubén Michavila Miguel Ángel Oca Sergi Pedrerol Josep Picó Jesús Rollán Ricardo Sánchez Jordi Sans Manuel Silvestre | Équipe unifiée Dmitriy Apanasenko Andrey Belofastov Aleksandr Chigir Dmitriy Gorshkov Vladimir Karabutov Aleksandr Kolotov Andriy Kovalenko Nikolay Kozlov Serghei Marcoci Sergey Naumov Aleksandr Ogorodnikov Yevgeniy Sharonov Aleksey Vdovin |

## Classement final
Les médailles sont attribuées à l'issue de deux matches (une demi-finale puis une finale) alors que la suite du classement est déterminée par le déroulement d'un tournoi toutes rondes simple.
| Rang                                | Équipe         |
| ----------------------------------- | -------------- |
| Médaille d'or, Jeux olympiques      | Italie         |
| Médaille d'argent, Jeux olympiques  | Espagne        |
| Médaille de bronze, Jeux olympiques | Équipe unifiée |
| 4                                   | États-Unis     |

Poules de classement
Classement du groupe D :
| Rang | Équipe    | Pts | joué | V | N | D | BP | BC |
| ---- | --------- | --- | ---- | - | - | - | -- | -- |
| 5    | Australie | 5   | 3    | 2 | 1 | 0 | 23 | 20 |
| 6    | Hongrie   | 4   | 3    | 2 | 0 | 1 | 28 | 27 |
| 7    | Allemagne | 3   | 3    | 1 | 1 | 1 | 24 | 21 |
| 8    | Cuba      | 0   | 3    | 0 | 0 | 3 | 22 | 29 |

Classement du Groupe E :
| Rang | Équipe          | Pts | joué | V | N | D | BP | BC |
| ---- | --------------- | --- | ---- | - | - | - | -- | -- |
| 9    | Pays-Bas        | 5   | 3    | 2 | 1 | 0 | 28 | 20 |
| 10   | Grèce           | 5   | 3    | 2 | 1 | 0 | 24 | 18 |
| 11   | France          | 2   | 3    | 1 | 0 | 2 | 28 | 31 |
| 12   | Tchécoslovaquie | 0   | 3    | 0 | 0 | 3 | 22 | 33 |